# Viettesia bicolor
Viettesia bicolor är en fjärilsart som beskrevs av De Toulgoët 1980. Viettesia bicolor ingår i släktet Viettesia och familjen björnspinnare. Inga underarter finns listade i Catalogue of Life.